# 나주 철천리 석조여래입상
나주 철천리 석조여래입상(羅州 鐵川里 石造如來立像)은 대한민국 전라남도 나주시 봉황면에 있는 고려시대의 석조 여래 입상이다.
1968년 6월 10일 대한민국의 보물 제462호 나주철천리석불입상(羅州鐵川里石佛立像)으로 지정되었다가, 2010년 8월 25일 현재의 명칭으로 변경되었다.

## 개요
전체 높이가 5.38m나 되는 커다란 불상으로 하나의 돌에 불신과 부처의 몸 전체에서 나오는 빛을 형상화한 광배(光背)가 조각되어 있다.
민머리 위에는 상투 모양의 머리(육계)가 큼직하게 표현되었고, 얼굴은 사각형으로 양감이 풍부하다. 목에는 3개의 주름인 삼도(三道)가 뚜렷하고, 양 어깨를 감싸고 입은 옷에는 발목까지 늘어진 U자형의 옷주름이 표현되어 있다. 두 팔은 두꺼운 옷자락 때문에 양 손만이 드러나 있는데 오른손은 손바닥을 밖으로 하여 내리고, 왼손은 위로 향하고 있는 모습이다. 광배는 배(舟) 모양이며, 머리광배와 몸광배로 구분되는데, 머리광배 안에는 연꽃무늬를 새기고 몸광배에는 구름무늬를 새겨 넣었다.
살찐 얼굴이라든지 비정상적으로 표현된 신체의 모습, 그리고 형식화된 옷주름 등에서 고려 초기 유행하던 불상임을 알 수 있다. 이 불상은 특히 남원 용담사지 석조여래입상(보물 제42호)과 크기와 양식이 비슷한 작품이다.

## 석불
낮은 야산인 구릉지대의 정상에 있는데 주변에 민묘(民墓)가 있고 그 옆에 미륵사라는 소규모의 절이 있다. 총 높이가 5미터가 넘은 거불로 불신 높이만 해서도 3.94미터나 되며 주형거신광(舟形擧身光)과 대좌까지 한 돌에 조각하였다. 소발의 머리에 육계가 큼직하게 솟아 있으며 상호는 4각형에 가깝고 얼굴 전체가 다소 비만스럽게 보인다. 그러면서도 길게 내려뜨린 귀, 호형을 그린 눈썹과 눈꼬리가 귀 위로 치켜진 모습, 위아래 입술이 두툼하게 생긴 모습에서 어딘가 강한 인상을 풍긴다. 이는 신라 말기 이후 고려로 넘어오면서 나타나는 기량의 한계석이라 할 것이다. 게다가 뒤바뀐 시무외인의 어색한 손, 넓은 어깨에 비해 목이 너무 두껍고 짧은 것은 마치 목 위에 머리가 얹혀져 있는 듯한 부조화를 낳고 있으며, 상체의 발달된 양감에 비해 하체, 특히 다리 부분이 너무 빈약하게 처리되었다. 그러나 상호에서 보여준 강한 인상, 어딘가 멀리 바라보면서 기원하는 듯한 눈, 다소 몸에 바짝 붙여지긴 하였으나 촘촘하게 주름이 진 활발한 의습, 전대에서만 볼 수 있는 당당한 어깨 등은 당대의 저력과 힘을 충분히 살려준 작품이라 하겠다. 이 석불은 얼굴의 비만감과 또는 괴체화되어가는 신체적 조형 및 형식적인 의문 등이 고려 초부터 유행하던 거불양식을 알 수 있게 한다. 정북방향을 향하고 있는데 석양을 바라보면 햇빛을 받아 석상임에도 불구하고 아름답게 빛난다.

## 갤러리

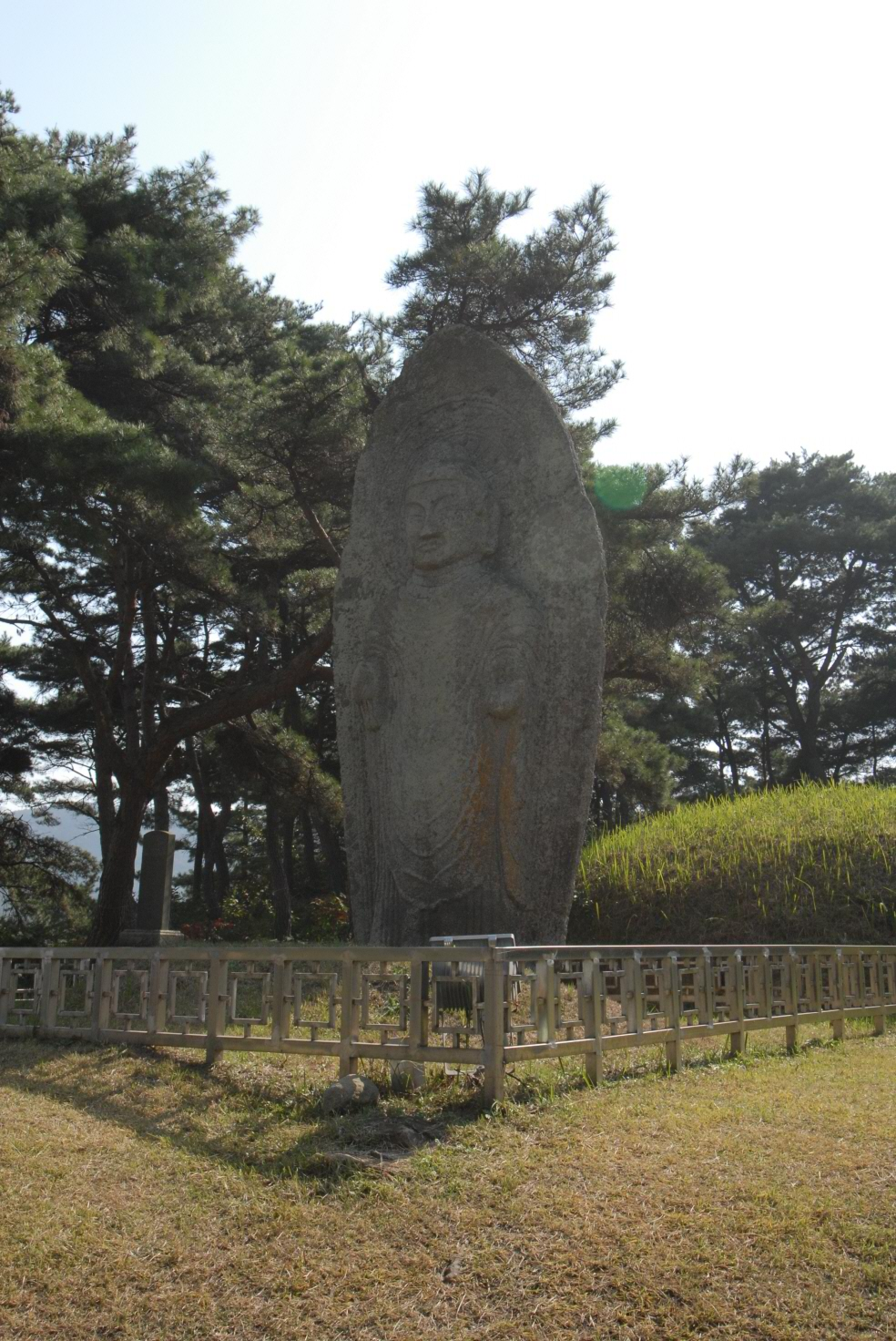
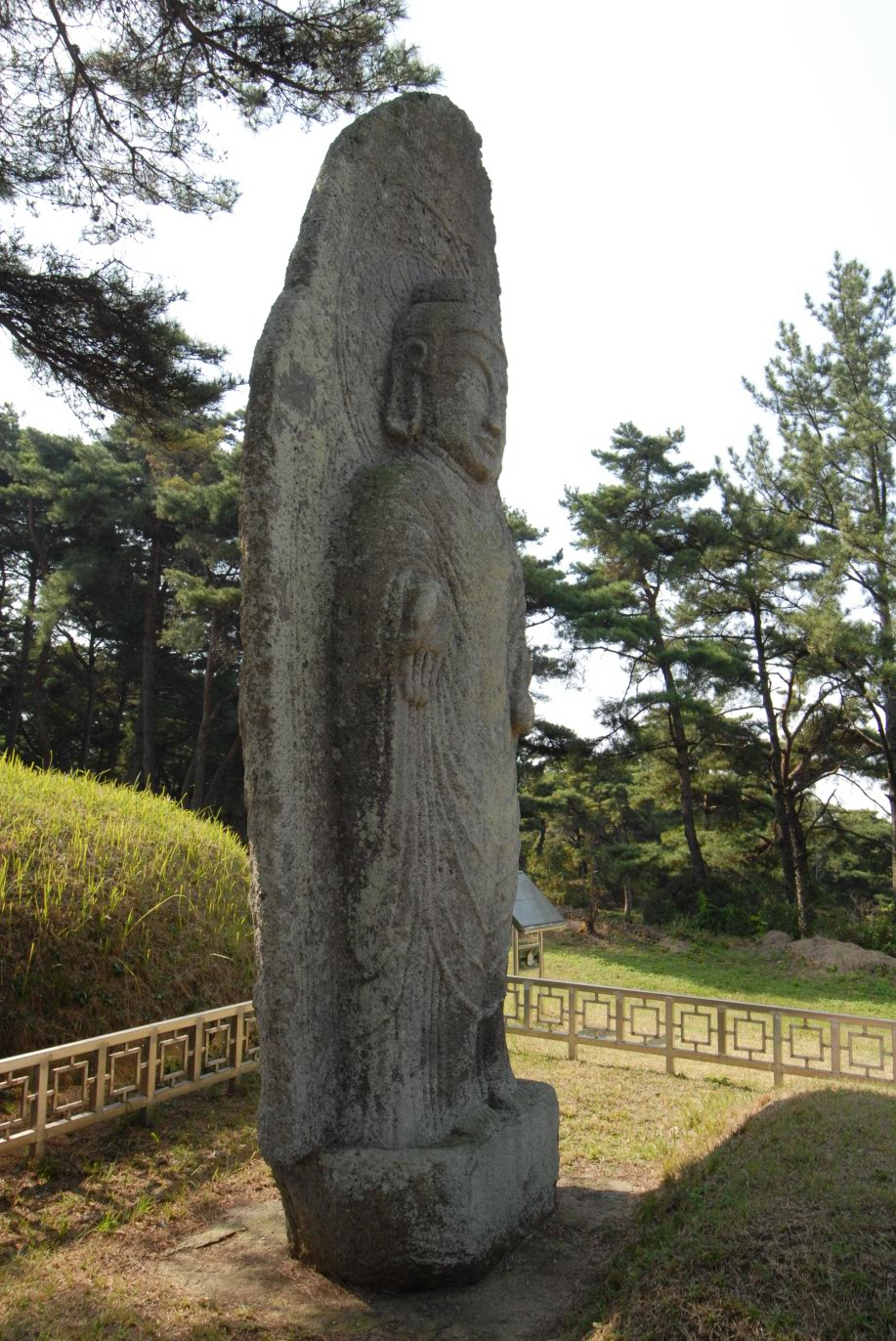
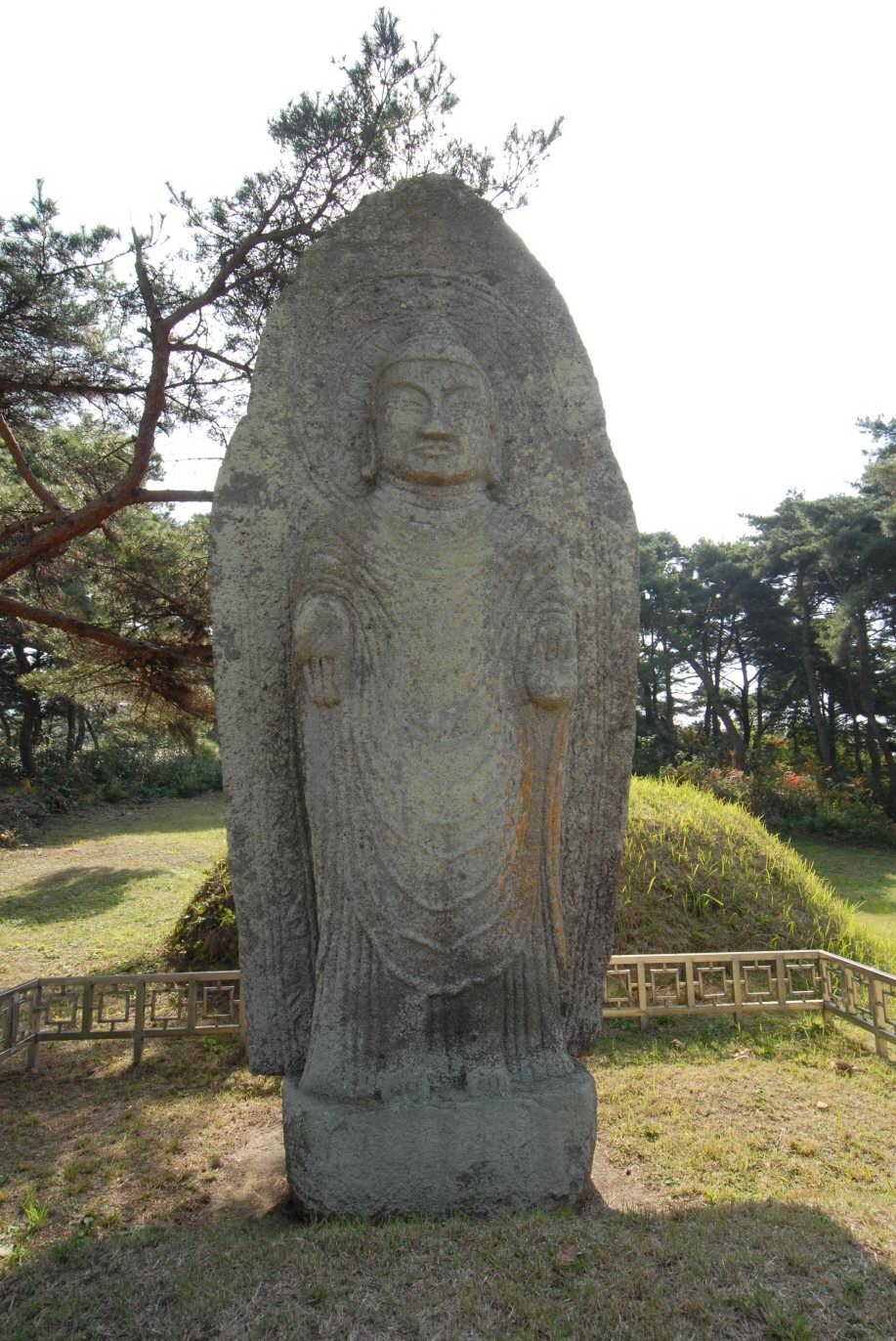
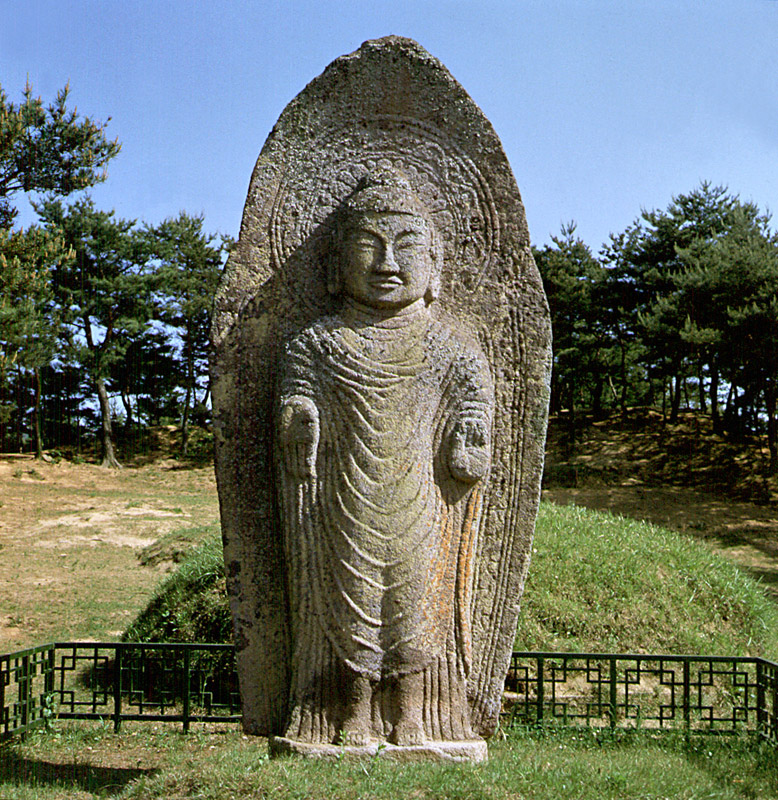
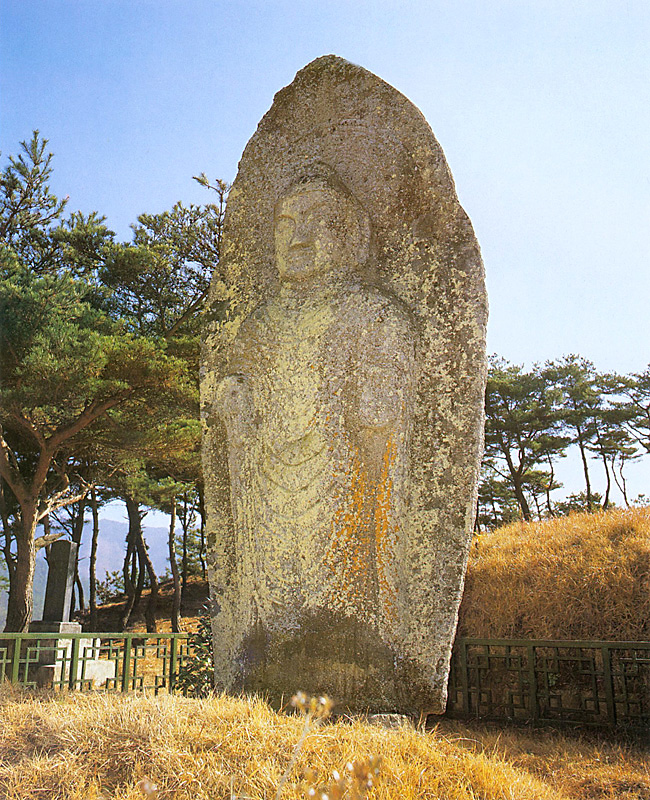
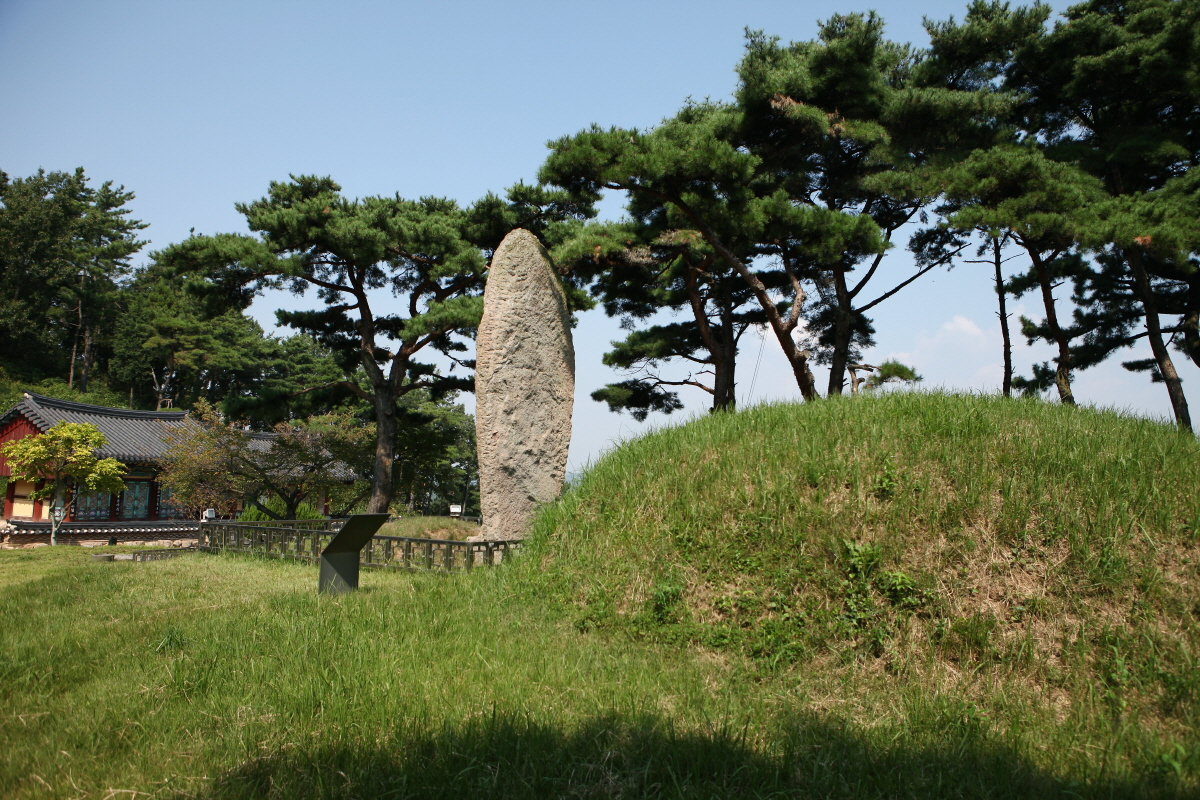
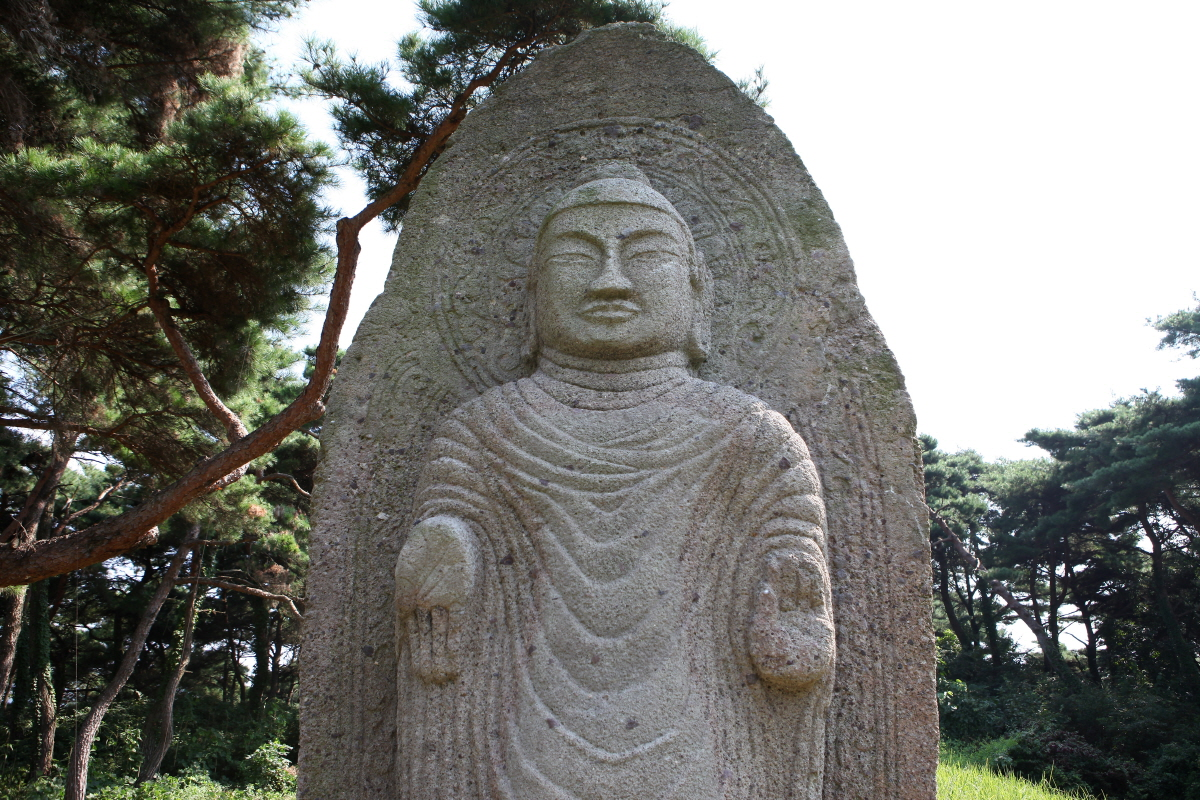
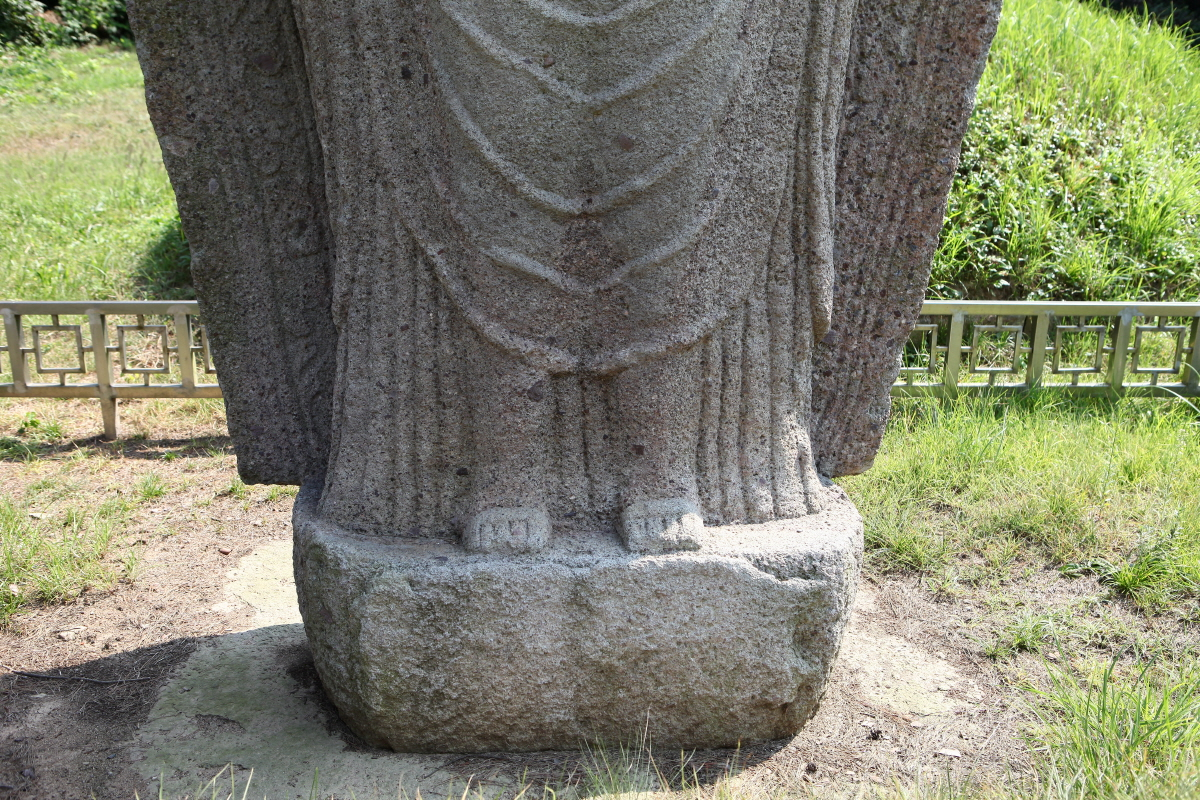
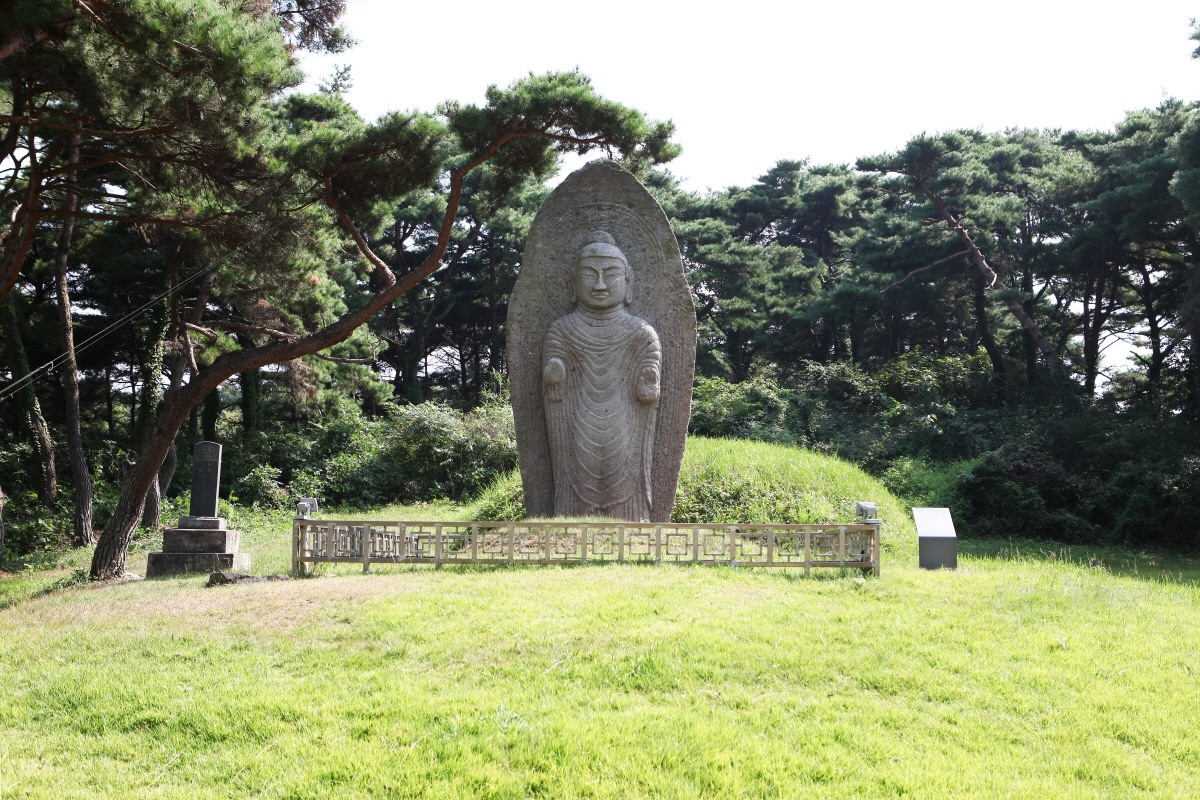
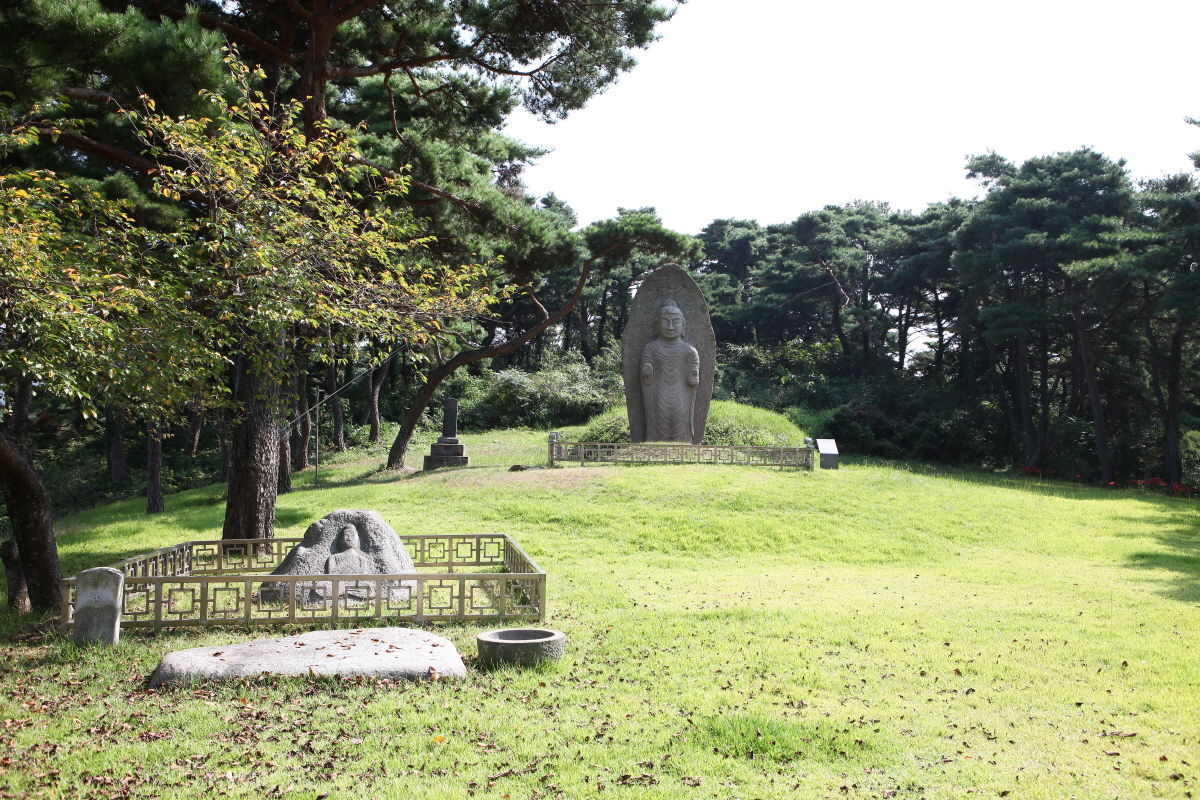
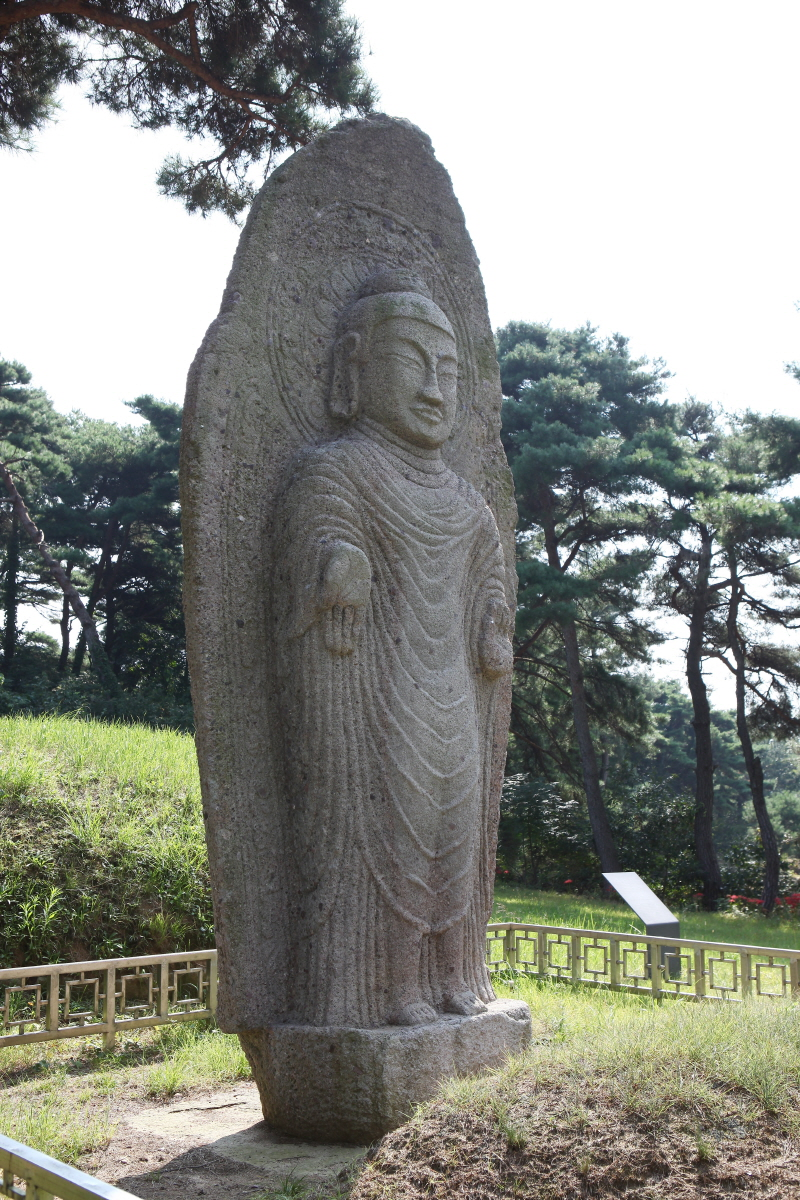

## 같이 보기
- 남원 용담사지 석조여래입상 - 보물 제42호
- 나주 철천리 마애칠불상 - 보물 제461호

## 참고 자료
- 나주 철천리 석조여래입상 - 국가유산청 국가유산포털
- 이 문서에는 다음커뮤니케이션(현 카카오)에서 GFDL 또는 CC-SA 라이선스로 배포한 글로벌 세계대백과사전의 내용을 기초로 작성된 글이 포함되어 있습니다.